# クレイ郡 (アラバマ州)
クレイ郡（クレイぐん、英: Clay County）は、アメリカ合衆国アラバマ州にある郡である。2000年現在の人口は14,254人である。19世紀前半の著名な政治家で上院議員、ヘンリー・クレイから名づけられている。郡庁所在地は、アッシュランド (Ashland) である。

## 歴史
クレイ郡は、1866年12月7日に設立された。

## 地理
アメリカ合衆国統計局によると、この郡は総面積1,570 km2 (606 mi2) である。このうち1,567 km2 (605 mi2) が陸地で2 km2 (1 mi2) が水地域である。総面積の0.15%が水地域となっている。

## 人口動勢

アラバマ州クレイ郡の人口ピラミッド（2000年）

2000年現在の国勢調査で、この郡は人口14,254人、5,765世帯、及び4,098家族が暮らしている。人口密度は9人/km2（24人/mi2）である。4戸/km2 (11戸/mi2) の平均的な密度に6,612戸の住宅が建っている。この郡の人種構成は白人82.62%、アフリカ系アメリカ人15.70%、ネイティブ・アメリカン0.32%、アジア系0.10%、太平洋諸島系0.02%、その他の人種0.46%、及び混血0.79%である。ここの人口の1.77%はヒスパニックまたはラテン系である。
5,765世帯のうち、30.80%が18歳未満の子供と一緒に生活しており、56.70%は夫婦で生活している。10.50%は未婚の女性が世帯主であり、28.90%は家族以外の住人と同居している。26.70%は独身の居住者が住んでおり、13.10%は65歳以上で独居である。1世帯の平均住居者数は2.43人であり、家庭の場合は、2.93人である。
この郡内の住民は23.80%が18歳未満の未成年、18歳以上24歳以下が8.00%、25歳以上44歳以下が27.40%、45歳以上64歳以下が24.20%、及び65歳以上が16.50%にわたっている。中央値年齢は39歳である。女性100人ごとに対して男性は95.20人である。18歳以上の女性100人ごとに対して男性は91.10人である。
この郡の世帯ごとの平均的な収入は27,885米ドルであり、家族ごとの平均的な収入は34,033米ドルである。男性は26,118米ドルに対して女性は18,637米ドルの平均的な収入がある。この郡の一人当たりの収入 (per capita income) は13,785米ドルである。人口の17.10%及び家族の12.90%は貧困線以下である。全人口のうち18歳未満の21.60%及び65歳以上の19.00%は貧困線以下の生活を送っている。

## 市町村
- アッシュランド (Ashland)
- ラインビル (Lineville)